# Dị thường từ tính Kursk

Các khu vực bao gồm Vùng Trung tâm Chernozyom (còn được gọi là Vùng Trái đất Đen Trung tâm).

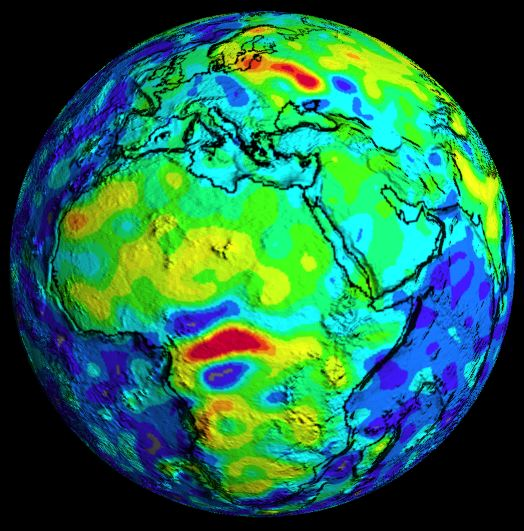
Cường độ từ tính từ dữ liệu vệ tinh. Dị thường Kursk là sự bất thường cường độ cao (màu đỏ) ở phía bắc trong khi dị thường Bangui là một ở miền trung châu Phi.

Dị thường từ tính Kursk (tiếng Nga: Курская магнитная аномалия) là một lãnh thổ giàu quặng sắt nằm trong các khu vực Kursk, Belgorod và Voronezh ở Nga, và là một phần quan trọng của Vùng Trung tâm Chernozyom. Dị thường từ tính Kursk được công nhận là dị thường từ tính lớn nhất trên Trái đất.
Dị thường từ tính Kursk (KMA) lần đầu tiên được phát hiện năm 1773 bởi nhà thiên văn học Nga và học tập Pyotr Inokhodtsev trong khi chuẩn bị các bản đồ của Khảo Sát Đất chung (tiếng Nga: Генеральное межевание) theo lệnh của chính phủ Nga. Nó không được điều tra lại cho đến năm 1874 khi IN Smirnov thực hiện cuộc khảo sát địa từ đầu tiên của Nga châu Âu. Năm 1883, ND Pilchikov, một giáo sư trợ lý tại Đại học Kharkov, đã thực hiện một loạt 71 quan sát về dị thường từ tính Kursk. Những điều này cho thấy một mức độ lớn hơn nhiều so với trước đây được đo và lần đầu tiên quy cho sự bất thường của sự hiện diện của quặng sắt. Năm 1884, trên cơ sở khám phá này, Pilchikov đã được trao huy chương bạc của Hiệp hội Địa lý Nga.
Cuộc điều tra nghiêm túc về tiềm năng kinh tế của dị thường xảy ra dưới sự lãnh đạo của Ivan Gubkin trong những năm 1920-1925, ban đầu dựa trên khả năng của dầu mỏ. Quặng giàu được phát hiện ở vùng dị thường vào khoảng năm 1931. Quặng được trải rộng trên diện tích ước tính 120.000 km² và là thạch anh từ tính được phổ biến khắp các loại đá biến chất và granitoid tiền Cambri. Dự trữ quặng khảo sát của đá thạch anh sắt hiện được ước tính là hơn 25 tỷ tấn 32-37% Fe và hơn 30 tỷ tấn 52-66% Fe. Phương pháp khai thác lộ thiên được sử dụng để khai thác quặng này tại các mỏ Stoylenskoye, Lebedinskoye và Mikhailovskoye. Phương pháp khai thác ngầm được sử dụng cho trầm tích Korobkovskoye.